# Зашле
Зашле (на македонска литературна норма: Зашле) е село в община Демир Хисар, Северна Македония.

## География
Зашле се намира високо на 1220 m надморска височина в Бушева планина, на 32 km от град Демир Хисар. Част е от областта Горен Демир Хисар. Географски Зашле е по-близо до град Крушево, от който отстои на запад, а иначе е най-северното село в общината.
Селото се дели на три махали: Горна, Долна и Мала. Землището на Зашле е 19,1 km2, от които най-голяма част сa пасищата 1242,6 ha, горите заемат площ от 515,4 ha, обработваемите площи 140 ha.

## История
В ΧΙΧ век Зашле е чисто българско село в Битолска кааза, Крушевска нахия на Османската империя. Манастирската църква „Свети Георги“ южно от Зашле е от 1873 година, а гробищният храм в селото „Свети Илия“ е от 1888 година. Според Васил Кънчов в 90-те години Зашле има 35 християнски къщи, заселени на много недостъпно място около изворите на Бреговската река в големи букови гори. Според статистиката му („Македония. Етнография и статистика“) в 1900 година в Зашле има 280 жители, всички българи християни.
На Етнографската карта на Битолския вилает на Картографския институт в София от 1901 година Зашле е чисто българско село в Битолската каза на Битолския санджак с 63 къщи.
Според Никола Киров („Крушово и борбите му за свобода“) към 1901 година Зашле има 100 български къщи.
Цялото население на селото е под върховенството на Българската екзархия. По данни на секретаря на екзархията Димитър Мишев („La Macédoine et sa Population Chrétienne“) в 1905 година в Зашле има 320 българи екзархисти и работи българско училище.
При избухването на Балканската война 1 човек от Зашле е доброволец в Македоно-одринското опълчение.
Традиционен поминък на местните жители е било производството на вар и дървени въглища, продавани в миналото в Прилеп, Крушево и Кичево.
През 1961 година Зашле има 402 жители, които през 1994 намаляват на 48, а според преброяването от 2002 година селото има 42 жители, всички македонци. Подобно на повечето неалбански села в района Бушева планина и Зашле е силно засегнато от процеса на обезлюдяване. Зашленци се изселват в Демир Хисар, Битоля, Скопие, Европа и отвъд океана.
| Националност | Всичко |
| македонци    | 42     |
| албанци      | 0      |
| турци        | 0      |
| роми         | 0      |
| власи        | 0      |
| сърби        | 0      |
| бошняци      | 0      |
| други        | 0      |

## Личности
Родени в Зашле
- Божин Стоянов, български революционер от ВМОРО[13]
- Борис Михайловски (р.1944), югославски и северномакедонски военен, бригаден генерал
- Ванчо Христов Фиданов, български революционер от ВМОРО[14]
- Груйо Илиев Ангелев, български революционер от ВМОРО[15]
- Йон Петков Станойов, български революционер от ВМОРО[13]
- Ленка Велева, българска революционерка от ВМОРО[15]
- Мияйле Насев Христов, български революционер от ВМОРО[16]
- Никола Симонов, български революционер от ВМОРО[13]
- Михаил Славовски, български революционер
- Петре Йошев Христов, български революционер от ВМОРО[16]
- Степан Стоянов Фиданов, български революционер от ВМОРО[14]
- Стоян Димов (1883 – ?), български революционер от ВМОРО, четник при Никола Карев[17]
- Стоян Славовски, български революционер
- Стоян Трайков Лозанов, български революционер от ВМОРО[18]
- Танаил Ангелов Станойов, български революционер от ВМОРО[13]
- Цвета Грозданова Кузманова, български революционер от ВМОРО[18]
- Цвета Мицева Спасенова, българска революционерка от ВМОРО[13]

Починали в Зашле
- Коста Христов Димитров, крушевски войвода на ВМОРО загива на 14 септември 1903 г. в местността Пърнич край Зашле в сражение с турски войски. По време на Илинденско въстание в 1903 г. заедно с четата си охранява прохода Муратова чешма.